# Municipalità regionale della contea di L'Île-d'Orléans
La municipalità regionale di contea di L'Île-d'Orléans è una municipalità regionale di contea del Canada, localizzata nella provincia del Québec, nella regione di Capitale-Nationale.
Il suo capoluogo è Sainte-Famille.

## Città principali
- Saint-François-de-l'Île-d'Orléans
- Saint-Jean-de-l'Île-d'Orléans
- Saint-Laurent-de-l'Île-d'Orléans
- Saint-Pierre-de-l'Île-d'Orléans
- Sainte-Famille
- Sainte-Pétronille